# Neschan-Trilogie
Die Neschan-Trilogie ist eine Fantasy-Saga von Ralf Isau, die er schrieb, um seiner Tochter eine Freude zu bereiten. Durch den Thienemann Verlag, der sie 1995/1996 veröffentlicht hat, wurde sie zu einem seiner größten Erfolge.

## Inhalt
In der Neschan-Trilogie geht es am Anfang um zwei Welten:
- Die phantastische Welt Neschan, die in einigen Aspekten dem „irdischen“ Mittelalter nachempfunden ist. In dieser Welt lebt Yonathan.

- Die Erde der Zwischenkriegszeit, in der ein Junge namens Jonathan Jabbok lebt. Er lebt im Rollstuhl und pflegt kaum Kontakt zu seiner Umwelt. Nachts jedoch hat er immer häufiger Träume, an die er sich noch nach dem Erwachen klar erinnert. Diese Träume drehen sich um die Welt Neschan und Yonathan.

Das Leben der beiden verwebt sich zusehends, als der tiefgläubige Yonathan einen heiligen Auftrag des neschanischen Gottes Yehwoh bekommt. Er soll den heiligen Stab Haschevet an einen weit entfernten Ort bringen. Auf dieser abenteuerlichen Reise wird Yonathan neue Weggefährten kennenlernen, schließlich seinem Traumbruder Jonathan begegnen und eine jahrtausendealte Prophezeiung erfüllen und die Weltentaufe auf der Welt Neschan herbeiführen.

## Über das Werk
Ralf Isau setzt sich in den drei Büchern stark mit dem Thema Religion auseinander. Eine eigens für die Nebenwelt Neschan erdachte Religion spiegelt unseren Verhaltenskodex wider. Die göttlichen Mächte der phantastischen Welt Neschans interagieren stark mit den dortigen Menschen. Außerdem kreist das Buch um die Themen Konflikte, Freundschaft und die „vollkommene Liebe“.
Die Bücher sind (wie viele Werke Isaus) „Phantagone“, also Bücher, in denen jeder Leser eine andere Mischung verschiedener Themen oder Genres sieht.

## Teilbände
- Die Träume des Jonathan Jabbok (1995)
- Das Geheimnis des siebten Richters (1995)
- Das Lied der Befreiung Neschans (1996)